# Homocodon
Homocodon es un género de plantas  perteneciente a la familia Campanulaceae.   Es originario de China. Comprende 2 especies descritas y aceptadas.

## Taxonomía
El género fue descrito por De Yuan Hong y publicado en Acta Phytotaxonomica Sinica 18(4): 473. 1980. La especie tipo es: Homocodon brevipes (Hemsl.) D.Y.Hong

## Especies aceptadas
A continuación se brinda un listado de las especies del género Homocodon aceptadas hasta octubre de 2013, ordenadas alfabéticamente. Para cada una se indica el nombre binomial seguido del autor, abreviado según las convenciones y usos.
- Homocodon brevipes (Hemsl.) D.Y.Hong
- Homocodon pedicellatum D.Y.Hong & L.M.Ma